# 사샤 루키치
사샤 루키치(세르비아어: Саша Лукић, Saša Lukić, 1996년 8월 13일 ~ )는 세르비아의 축구 선수로 현재 잉글랜드 프리미어리그의 풀럼에서 활동 중이다.